# Trichomanes crinitum
Trichomanes crinitum là một loài thực vật có mạch trong họ Hymenophyllaceae. Loài này được Sw. miêu tả khoa học đầu tiên năm 1788.